# 쥬라기 월드: 폴른 킹덤
《쥬라기 월드-2: 폴른 킹덤》(영어: Jurassic World: Fallen Kingdom)은 2018년 공개된 미국의 SF 모험 영화로, 2015년 영화 《쥬라기 월드》의 속편이다.

## 출연
- 크리스 프랫 - 오웬 그래디 역
- 브라이스 댈러스 하워드 - 클레어 디어링 역
- 레이프 스폴 - 일라이 밀스 역
- 저스티스 스미스 - 프랭클린 웨브 역
- 대니얼라 피네다 - 지아 로드리게스 역
- 제임스 크롬웰 - 벤저민 록우드 역
- 토비 존스 - 거너 에버솔 역
- 테드 러바인 - 켄 휫틀리 역
- B. D. 웡 - 헨리 우 역
- 이저벨라 서먼 - 메이지 록우드 역
- 제럴딘 채플린 - 아이리스 역
- 제프 골드블럼 - 이언 맬컴 역
- 카밀 레미에쉐브스키
- 로버트 엠스 - 잭 역
- 마이클 파파존 - 인젠 계약자 역
- 데이비드 올라왈레 아옌데 - 기자 역